# Coryllis vert
Loriculus exilis
Espèce
Statut de conservation UICN

 NT  : Quasi menacé
Statut CITES
Le coryllis vert (Loriculus exilis), ou loricule vert est une espèce de psittacidés endémique de Sulawesi, en Indonésie.

## Description
Longueur : 10,5 cm.

## Aire de répartition
Nord et sud-est de Sulawesi (Indonésie).

## Sous-espèces
Pas de sous-espèce.